# サリチル酸
サリチル酸（サリチルさん、撒里矢爾酸、英: salicylic acid）は、ベータヒドロキシ酸の一種の植物ホルモン。化学合成も比較的容易である。消炎鎮痛作用、皮膚の角質軟化作用があり医薬品としてはイボコロリやウオノメコロリで知られ、洗顔料などにも配合される。
消炎鎮痛作用があるが、サリチル酸をそのまま服用すると、消化器障害の副作用が発生しやすく、酷い場合には胃穿孔を起こして腹膜炎の原因となることがある。この問題を解決するために開発されたアセチルサリチル酸（アスピリン）に内服薬としての地位は奪われた。ただ、サリチル酸には皮膚すらも冒す作用があり、これを利用し、皮膚の角化病変に対して外用薬として使用される場合はある。

## 性質
常温常圧では固体であり、無色の針状結晶である。
ベンゼンの水素の1つがカルボキシ基に置換され、さらに、カルボキシ基から見てオルト位の水素のうちの片方が水酸基に置換された構造をしている（ヒドロキシ酸の一種）。

## 所在
サリチル酸は天然に広く認められる化合物である。植物内（特に果実）にエステル体であるサリチル酸メチルやサリシンの状態で存在しており、これは消炎剤や鎮痛薬として用いることも可能である。その他、一部の食品やハーブ系植物などにも含まれカレー粉やスパイス類に多く含まれるとの報告もある。
植物では、サリチル酸がウイルスやバクテリアなど様々な病原微生物に対する抵抗性（全身獲得抵抗性）を誘導する鍵となる物質として働くことが知られ、この働きにおいてはジャスモン酸と拮抗的に作用すると考えられている。植物ホルモンの1種とされることもあり、分子生物学による植物免疫研究の対象である。

## 発見
ネアンデルタール人もサリチル酸を利用していた可能性が浮上してきているように、人類は非常に古くからサリチル酸を利用してきた可能性がある。ヤナギに生理活性が存在することについては、古代ギリシャのヒポクラテスの書物に登場する他に、シュメール、レバノン、アッシリアの文書にも登場する。また、チェロキー族などのアメリカ原住民もヤナギの仲間を解熱・鎮痛に用いていた。日本でも「歯痛には柳楊枝」として知られていた。しかし、これらの記録はヨーロッパでは忘れ去られた。
その後、1763年にイギリスの司祭であったエドワード・ストーンが、ヤナギに解熱作用があったことを再発見した。その後、1830年にフランスの薬剤師アンリ・ルルー (Henri Leroux) とイタリアの科学者ラファエレ・ピリアが解熱成分（サリチル酸の配糖体）を分離してサリシン（ラテン語: salix 「柳」から）と命名。その後ピリアはサリシンを分解して新物質を発見、サリチル酸と命名した。ヤナギの学名が由来であるという説もある。

## 製法
サリチル酸の化学構造は比較的簡単であり、ヤナギなどから抽出せずとも、その全合成が可能である。
1852年に、ドイツ人化学者ガーランドによって初めてサリチル酸が合成された。1853年にマールブルク大学のヘルマン・コルベはサリチル酸の構造を解明し、その合成法を確立した。フェノールに水酸化ナトリウムを反応させてナトリウムフェノキシドを得て、それに高温、高圧（5–6 気圧、125 ℃）の下で二酸化炭素を反応させるとオルト位にカルボキシル基が導入されたサリチル酸ナトリウムが合成される。サリチル酸ナトリウムに硫酸を作用させるとサリチル酸が遊離する。これをコルベ・シュミット反応 (Kolbe-Schmitt reaction) と言う。

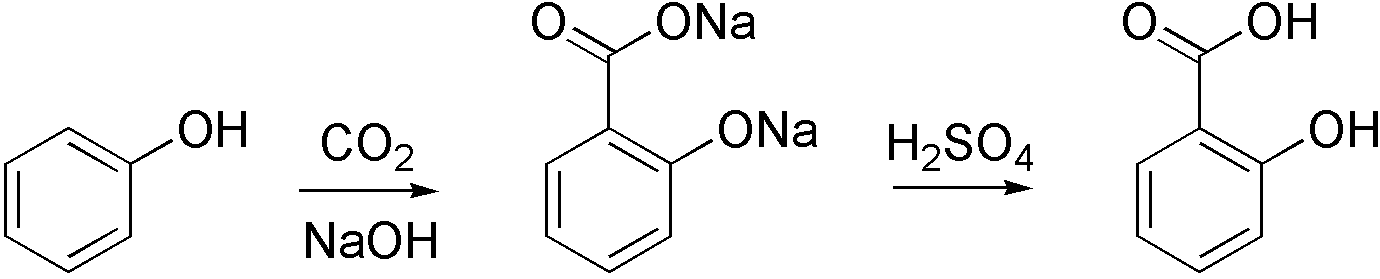
コルベ・シュミット反応によるサリチル酸合成

一方で、カリウムフェノキシドに同条件で二酸化炭素を反応させると、パラ位にカルボキシ基が導入されたパラヒドロキシ安息香酸が 90% 程度生じる。これのメチルからブチルエステルはパラベンと呼ばれ、防腐剤として用いる。

## 用途

### 鎮痛薬
かつて鎮痛作用を狙って使用されていた柳エキスは、苦味が強い。この柳エキスに代わって、19世紀にはサリチル酸が鎮痛薬として使われたものの、副作用として、薬剤性の胃潰瘍を発症し、強い胃痛が発生するといった問題があった。これは同じ成分を含む柳エキスと同様の副作用である。その後、副作用の軽減のためにアセチルサリチル酸（アスピリン）が開発され、実際に副作用が減少したため、鎮痛薬として用途でのサリチル酸はアセチルサリチル酸に取って代わられた。

### 外用薬
サリチル酸は、ベンゼン環に結合している水酸基の影響で、カルボキシ基がプロトンを放出した状態でも安定しやすくなるため、カルボン酸としては比較的強い酸であり、そのpKaは、2.97である。皮膚を腐食する作用があり、例えば、尋常性疣贅（イボ）を取るための外用薬の主成分として使用される場合がある。1919年には、日本で液状のイボコロリとして横山製薬から発売され、1989年に絆創膏タイプが発売された。患部に塗ることでコロジオンが被膜となり、サリチル酸が皮膚に浸透し皮膚を柔らかくする。1996年には皮膚を軟化させる乳酸を加えたウオノメコロリも発売されている。2014年のイギリスのガイドラインでは、尋常性疣贅の治療にサリチル酸が最も推奨されている。
この他、サリチル酸とワセリンを主成分とする軟膏も、主に角化を伴う皮膚疾患に対する治療に用いられることがある。ただし、サリチル酸は皮膚からも吸収されて、そのまま血中へと入るために、広範囲に大量のサリチル酸を含有した外用薬を使用した場合、サリチル酸による全身性の副作用が問題となり得る。2008年の日本皮膚科学会のケミカルピーリングのガイドラインでは、ざ瘡の皮疹、小斑の日光黒子、小じわに対する、角質のみに作用するサリチル酸マクロゴールの使用は、良質な証拠はないが選択肢の1つとされており、サリチル酸エタノールの使用は推奨できないとしている。尋常性痤瘡（ニキビ）では日本のニキビの治療ガイドラインでの推奨度は低く、日本での保険適応外である。これは、サリチル酸マクロゴールでは角質に強く作用するため、比較的安全性も高いのに対して、サリチル酸エタノールでは浸透性が強く、経皮吸収されて中毒（サリチル酸中毒）も起こりやすいためである。サリチル酸中毒では、耳鳴り、嘔吐などが起こる。

### 化粧品
化粧品にサリチル酸が配合される場合もある。ピーリング作用のある化粧品・洗顔料などではサリチル酸の配合濃度は、日本では最大でも100g中に0.20gまでに規制されている。サリチル酸エタノールでは皮膚に3-4mmまで浸透し血流に入り、低濃度の2%では皮膚に問題は起こらないが、特に20%以上の高濃度ではサリチル酸中毒が生じる。一般的な化粧品では2%まで配合され、専門的なケミカルピーリングでは10-30%といった濃度で用いる。

### その他の用途
日本では、1879年から飲食物の防腐剤として、1903年以降は酒の防腐剤として用いられていた。しかし、WHO の勧告や世論の反対運動などによって、1969年に食品添加物としての使用が全面禁止となった。
なお、サリチル酸誘導体の4-アミノサリチル酸 (PAS) は、結核の治療薬として用いられている。
サリチル酸は、畜産においては牛の蹄の感染症治療に用いられる。

## 作用機序
サリチル酸の作用の1つはAMP活性化プロテインキナーゼの活性化であり、これがサリチル酸とアスピリンの効果の一部を説明できることが示唆されている。

## 代謝
サリチル酸は、ヒトに投与されても、代謝されることなく未変化体のままで腎臓から尿中に排泄されることもある。このため、例えばアセチルサリチル酸の大量服用による中毒時などのように、ヒトの血中に大量のサリチル酸が存在する状態になると、尿中に大量のサリチル酸が排泄されてくる場合がある。特に、尿のpHがアルカリ側に傾くと、尿中へのサリチル酸のままでの排泄量が増える。そのような時の尿に塩化第二鉄の水溶液を加えると、サリチル酸はフェノール性の水酸基を持っているために呈色反応を起こし、尿が変色する場合がある。尿中にサリチル酸が50 (μg/ml)以上の濃度で含まれていると、塩化第二鉄水溶液による呈色反応が起こる。

## 薬物相互作用
併用中にステロイドを減薬すると、サリチル酸誘導体の濃度が上昇しサリチル酸中毒を起こす薬物相互作用が報告されている。おもな症状は、頭痛、目眩、耳鳴り、吐き気、意識障害など。